# 切球

切球動畫圖解

切球（英語：Cutter），音譯卡特球，又稱切角直球、快速滑球，是棒球中的一種球路。食指與中指是握在縫線最窄的地方，手指偏離中心部位，投出球路偏斜的快速球，稱作切球。右投手的切球對右打者來說是向外角移動，對左打者來說是向內角移動。紐約洋基隊的救援投手馬里安諾·李維拉是史上最知名的切球投手之一。

## 外部連結
- 切球在台灣棒球維基館上的頁面（繁體中文）